# 2130 Evdokiya
2130 Evdokiya је астероид главног астероидног појаса са средњом удаљеношћу од Сунца која износи 2,253 астрономских јединица (АЈ).
Апсолутна магнитуда астероида је 13,5.